# Gynopygoplax proserpinella
Gynopygoplax proserpinella är en insektsart som beskrevs av Schmidt 1909. Gynopygoplax proserpinella ingår i släktet Gynopygoplax och familjen spottstritar. Inga underarter finns listade i Catalogue of Life.